# Karabin Beretta ARX 160

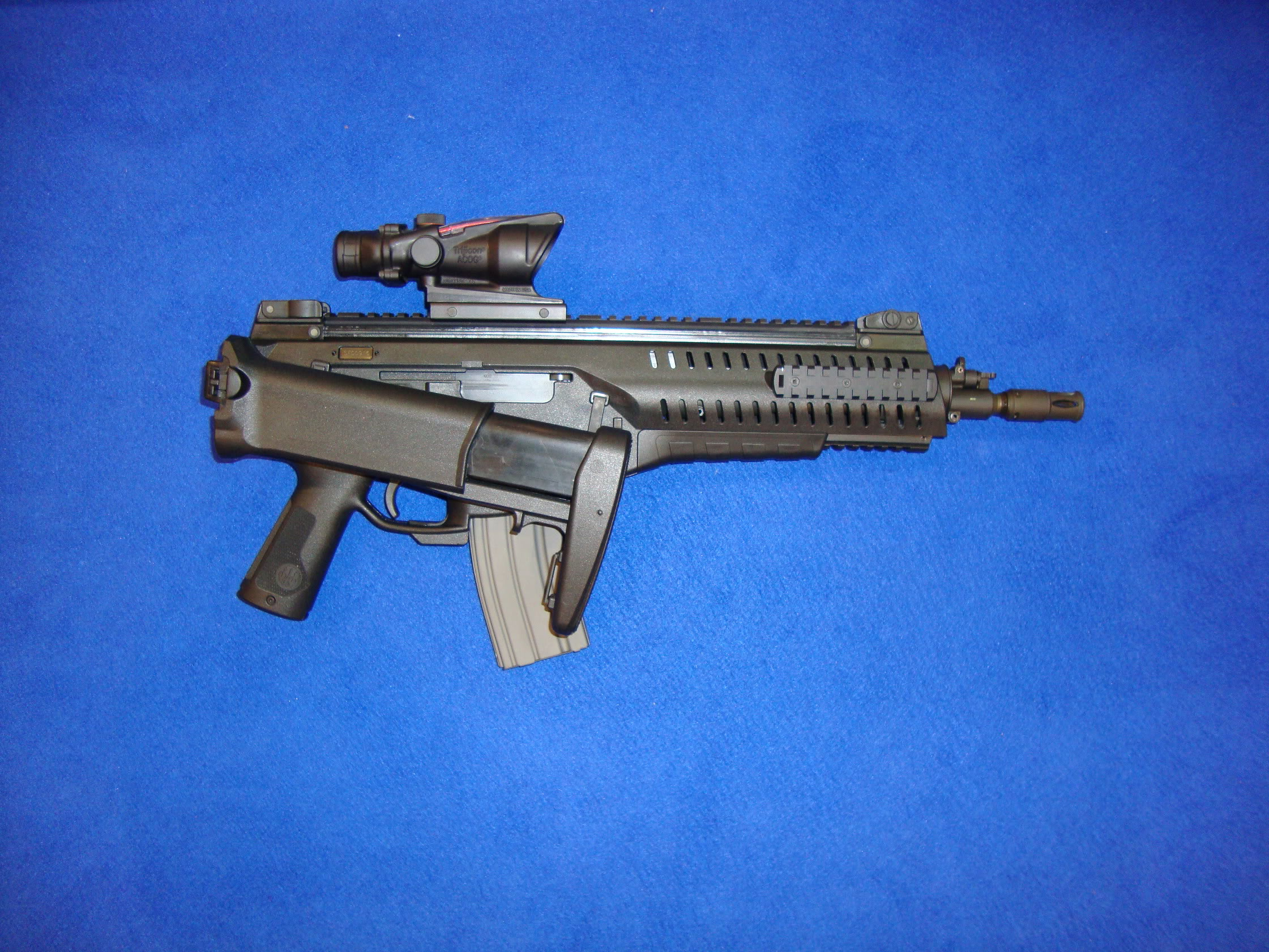
Wersja podstawowa karabinka ARX 160 z rozkładaną kolbą

ARX-160 – broń opracowana dla Włoskich Sił Zbrojnych i produkowana przez Fabbrica d'Armi Pietro Beretta S.p.A.
Karabin szturmowy ARX 160 został opracowany jako część programu włoskiego żołnierza przyszłości i ma on docelowo zastąpić używane od 1970 roku przez jednostki lądowe Esercito Italiano karabiny Beretta AR70. Produkcja ARX-160 została uruchomiona w 2008 roku.
Karabin występuje w trzech odmianach: subkarabinka z lufą długości 305 mm, karabinka podstawowego z 406-mm lufą i karabinka wyborowego z 406-mm ciężką lufą.

## Użytkownicy
- Albania – Siły Specjalne Albanii[2].
- Algieria – Gwardia Prezydenta Algierii
- Argentyna – Siły Zbrojne Argentyny
- Bahrajn – Siły Zbrojne
- Egipt – Egipska Marynarka Wojenna[3].
- Kazachstan – Siły Specjalne Kazachstanu[4]. Wersja zasilana rosyjskim nabojem 7.62x39mm.
- Katar – Siły Zbrojne Kataru
- Kenia – Policja Kenii
- Kurdystan – Peshmerga
- Meksyk – Federalna Policja Meksyku[5].
- Nigeria – Służba Więzienna Nigerii
- Pakistan – Policja Sindh
- Polska – Służba Więzienna[6]. Wersja z nabojem  5,56 mm x 45 mm.
- Rosja – Specnaz
- Rumunia – Rumuńskie Siły Zbrojne[7] produkowane na licencji w  Uzina Mecanică Plopeni
- Tajlandia – Tajska Policja, oddział SWAT
- Turkmenistan – Wojska Specjalne
- Stany Zjednoczone – Policja Fresno, oddział SWAT
- Włochy – Esercito Italiano
- Zjednoczone Emiraty Arabskie – Wojska Specjalne